# Klóthó
Klóthó (görögül Κλωθώ, jelentése: „fonó”) a görög mitológiában Zeusz és Ananké (más források szerint a főisten és a rend istennőjének, Themisznek) leánya, a Moirák, vagy latin nevükön a Párkák egyike. 
Két nővére volt: Atroposz és Lakheszisz. Ők hárman alakították a sors fonalát. A legfelsőbb törvények szerint sohasem volt szabad beleszólniuk a sors folyásába, egyszerűen csak gondozni kellett annak fonalát. Úgy tartották hatalmuk gyakran még az istenekét is meghaladta, hiszen az ő sorsuk is az ő kezükben formálódott. 
Neve Fonót jelent, ami arra utal, hogy ő fonta meg a halandók életének fonalát. Testvéreivel együtt sodorták az istenek és emberek sorsát, és az élet fonalát kérlelhetetlenül elvágták, ha eljött az idő. A Moirák közül Klóthó volt a legidősebb, és maguk az olümposziak között is a legidősebb istennő volt. Ha jellemezni akarták Klóthót, akkor egy rokkát vagy az éjszaka homályát emlegették. Az istenek és maga Zeusz sem parancsolhatott a Moiráknak, vagyis a sorsnak.